# Societat Coral El Penedès
La Societat Coral El Penedès és una entitat fundada el 1862 a Vilafranca del Penedès. Vinculada a la Federació de Cors de Clavé, de manera ininterrompuda ha impulsat del cant coral a Catalunya. Aquesta entitat el 2012 va rebre la Creu de Sant Jordi.